# Baureihe 00 der Wuppertaler Schwebebahn
Die Baureihe 00 der Wuppertaler Schwebebahn, auch Baureihe 1900 oder Elberfelder Wagen genannt, war die erste im regulären Fahrgastbetrieb eingesetzte Fahrzeugserie der Wuppertaler Schwebebahn. Ihr bekanntester Vertreter ist der sogenannte Kaiserwagen, eine original erhaltene zweiteilige Einheit aus dem Jahr 1900. Sie besteht aus dem Hauptwagen, Vorderwagen oder Führerwagen Nummer 5 mit Führerstand und Fahrschalter und dem geführtem Nebenwagen, Hinterwagen, Zweitwagen oder Anhängewagen Nummer 22 ohne Führerstand und Fahrschalter. Beide werden heute nur noch im Rahmen touristischer Ausflugsfahrten genutzt, für den regulären Betrieb nach Fahrplan sind sie nicht mehr zugelassen. Die beiden Museumswagen verdanken ihren Namen der Tatsache, dass Kaiser Wilhelm II. zusammen mit seiner Gemahlin Auguste Viktoria mit dem Wagen 5 am 24. Oktober 1900 das neu errichtete und einzigartige Verkehrsmittel während eines Besuches der Städte Vohwinkel, Elberfeld und Barmen zur Probe befuhr.

## Geschichte

### Beschaffung der Baureihe 00
Der Bau der späteren Baureihe 00 begann im Jahr 1899, damals war die Eröffnung der ersten Schwebebahn-Teilstrecke noch für Herbst jenes Jahres geplant. Die ersten Wagen wurden 1900 aufgegleist, die letzten 1901. Wagen 1 wurde zudem auf der Pariser Weltausstellung des Jahres 1900 einem internationalen Publikum präsentiert. Bis zur tatsächlichen Betriebseröffnung am 1. März 1901 standen schließlich die Hauptwagen 1–21 mit den Nebenwagen 22–26 zur Verfügung. Von den beiden Probewagen I und II des Jahres 1898 unterschieden sich die ersten Serienwagen erheblich:
- Unterteilung in Wagen mit „Hauptwagenausrüstung“ und solche mit „lediglich rangiermanöverfähiger Nebenwagenausrüstung“[3]
- fünf Sitzplätze weniger und im Gegenzug 20 Stehplätze mehr, dadurch Erhöhung der Gesamtkapazität pro Wagen um 30 Prozent
- Verzicht auf die, in Wuppertal nicht benötigten, linksseitigen Türen
- größere Seitenfenster, das heißt nur noch ein Fenster je Sitzgruppe statt zuvor ein Fenster je Sitzreihe
- neu konstruierte Drehgestelle in Schwanenhals-Form[3]
- neu konstruierte Räder mit zwölf einfachen Speichen statt zuvor acht V-Speichen
- neues Lackierungsschema

Bei Inbetriebnahme hatten die Wagen der Baureihe 00 einen Allradantrieb, der sich jedoch nicht bewährte. Bereits ab 1902 wurde daher nur noch das hintere Rad eines jeden Drehgestells angetrieben. Abgesehen davon neigte die Baureihe 00, insbesondere im Einzelwagenbetrieb, zu starken Pendelbewegungen und auch ihr unruhiger Lauf befriedigte nicht. Bis zur Verlängerung der Schwebebahn nach Oberbarmen im Jahr 1903 nutzt man die ersten Betriebserfahrungen mit der Baureihe 00 daher, um die neue Baureihe 03 zu konstruieren. Diese unterschied sich von der Erstausstattung von 1900 wiederum in wesentlichen Punkten, weshalb die beiden Typen auch nicht gemischt eingesetzt werden konnten.
Die Wagen der Baureihe 00 besaßen ursprünglich Stirnübergangstüren, wobei der Übergang zwischen zwei gekuppelten Wagen im Regelbetrieb nur dem Personal vorbehalten war. Die regulären Außentüren waren während der Fahrt verschlossen und verriegelt und nur vom Zugpersonal zu öffnen. Anfangs konnte jeder Wagen 65 Personen befördern, davon 25 auf Sitz- und 40 auf Stehplätzen. Eine Federung war nicht vorhanden. Bis zum 1. Januar 1963 wies auch die Baureihe 00 zwei Wagenklassen auf, wobei sich die bessere „Polsterklasse“ bei den Hauptwagen im vorderen Viertel und bei den Nebenwagen im hinteren Viertel des Fahrgastabteils befand, jeweils durch eine Zwischenwand mit Durchgangstür voneinander abgetrennt. 

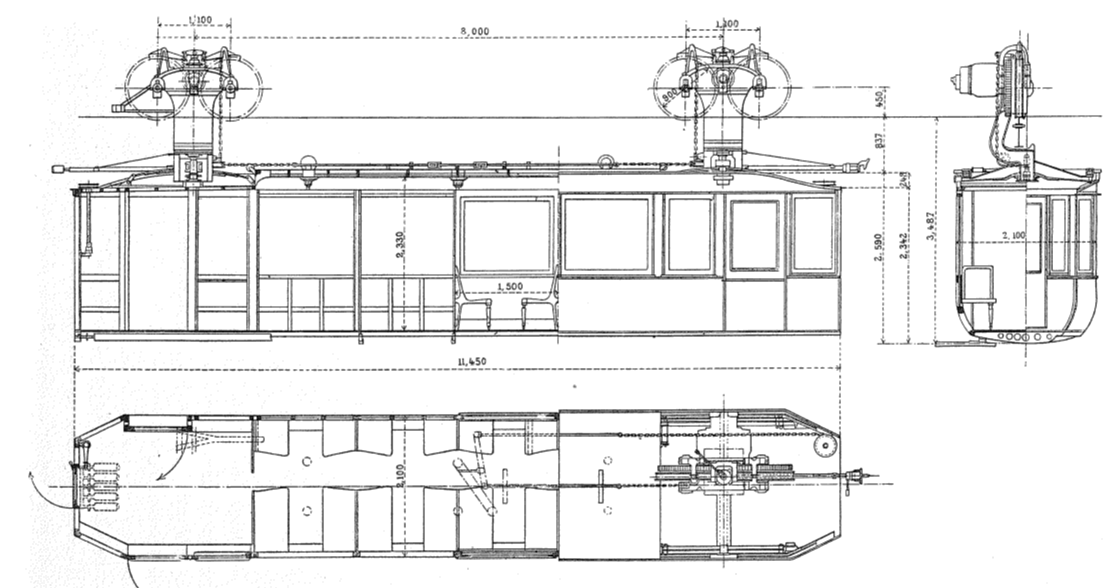
Wagenskizze
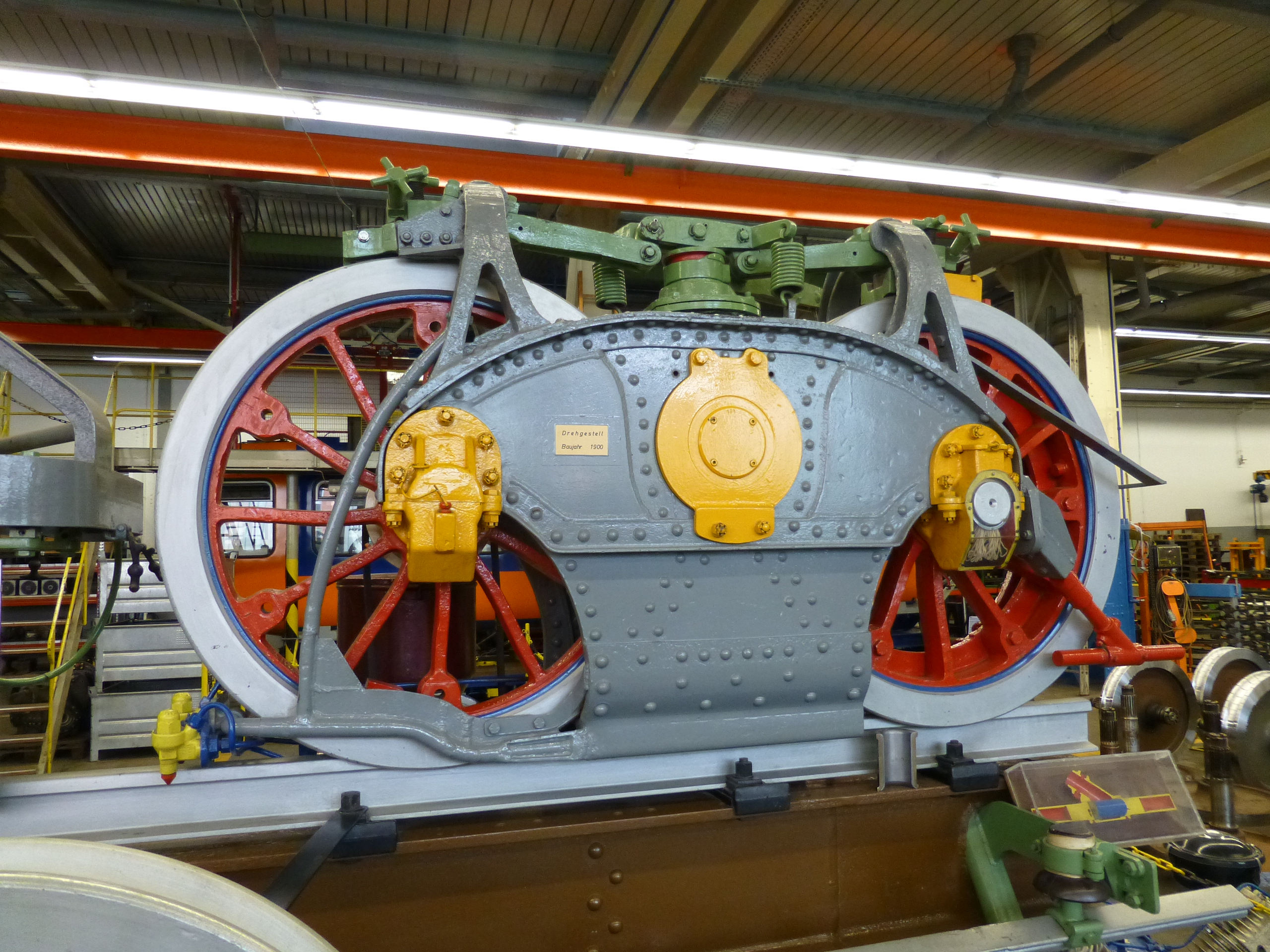
Detailansicht des für die Baureihe 00 neu konstruierten Drehgestells
Inneneinrichtung, im Vordergrund die gepolsterte I. Wagenklasse
Der erste Wagen der Baureihe 00, präsentiert auf der Pariser Weltausstellung des Jahres 1900
24. Oktober 1900: Wagen 5 fährt in die Station Döppersberg ein, während Kaiser Wilhelm selbige betritt

### Nachbeschaffung der Baureihe 12

Der 1917 verunglückte Wagen 26

1912 fiel schließlich die Entscheidung, auf der Schwebebahn keine Einzelwagen mehr einzusetzen. Um die vorhandenen Wagen der Baureihe 00 jedoch weiterhin sinnvoll einsetzen zu können, bestellte der damalige Schwebebahn-Betreiber Continentale die Nebenwagen 51–56 der Baureihe 12, auch Baureihe 1912 genannt, nach. Sie entsprachen im Wesentlichen der Baureihe 00, hatten aber von Beginn an den sogenannten Widerstandsvorbau sowie eine große, zweigeteilte Frontscheibe, dafür aber keine Stirnübergangstüren mehr.
Gleichzeitig erfolgte der Umbau der Hauptwagen 17–21 zu Nebenwagen. Somit konnten zusammen 15 Zwei-Wagen-Züge gebildet werden, ein Hauptwagen diente als Reserve. Alle 31 Wagen der Baureihe 00/12 wurden von Van der Zypen & Charlier gebaut, die elektrische Ausrüstung lieferten Schuckert & Co. (Baureihe 00) beziehungsweise die Siemens-Schuckertwerke (Baureihe 12) zu. Ursprünglich konnte jeder Wagen 65 Personen befördern, davon 25 auf Sitz- und 40 auf Stehplätzen. In späteren Jahren wurde die Zahl der Stehplätze aus Gewichtsgründen auf 26 reduziert. Eine Federung ist nicht vorhanden.

### Umbauten und Verbleib
In den Jahren 1942 bis 1955 entfielen schließlich auch bei der Baureihe 00 die dreigeteilten Stirnfronten und das ebenfalls dreigeteilte Heck zugunsten eines Widerstandsvorbaus sowie einteiliger Front- und Heckscheiben. Die aufschraubbaren Stirnübergangstüren wurden im Gegenzug entfernt, weil ein Übersteigen von einem in den anderen Wagen mittlerweile als überflüssig erachtet wurde. Gleichzeitig wurden die ursprünglichen Drehklapptüren, die nach innen öffneten, durch Schiebetüren mit Handverriegelung ersetzt. Ab 1964 erhielten schließlich alle Wagen die sogenannte Flextall-Fernverriegelung aller Türen am Zug durch den Wagenführer, womit der Hinterwagen fortan ohne Schaffner betrieben werden konnte.
Zwei Nebenwagen gingen im Laufe der Jahre verloren: Wagen 26 erlitt 1917 Totalschaden nach Auffahrunfall und Absturz bei Wupperfeld, er wurde anschließend an Ort und Stelle auseinandergeschweißt, mit der Eisenbahn nach Vohwinkel gebracht und dort formal ausgemustert. Wagen 18 wurde am 17. September 1942 durch Feuer nach Bombenabwurf auf die Wagenhalle Oberbarmen zerstört. Er wurde am nächsten Tag nach Vohwinkel überführt und dort ausgemustert sowie verschrottet. Die übrigen Wagen waren bis in die 1970er Jahre in Betrieb, der letzte schied im Dezember 1974 aus dem regulären Liniendienst. Bereits in den 1950er Jahren wurden feste Gespanne gebildet, die im laufenden Betrieb nicht mehr getrennt wurden: 1+21, 2+16, 3+51, 4+54, 5+22, 6+20, 7+24, 8+52, 9+25, 10+17, 11+23, 12+19, 13+55, 14+53 (erstes festes Zugpaar ab 1941 aufgrund neuer Drehgestelle) und 15+56.

### Wiederinbetriebnahme als Sonderwagen im Jahr 1976

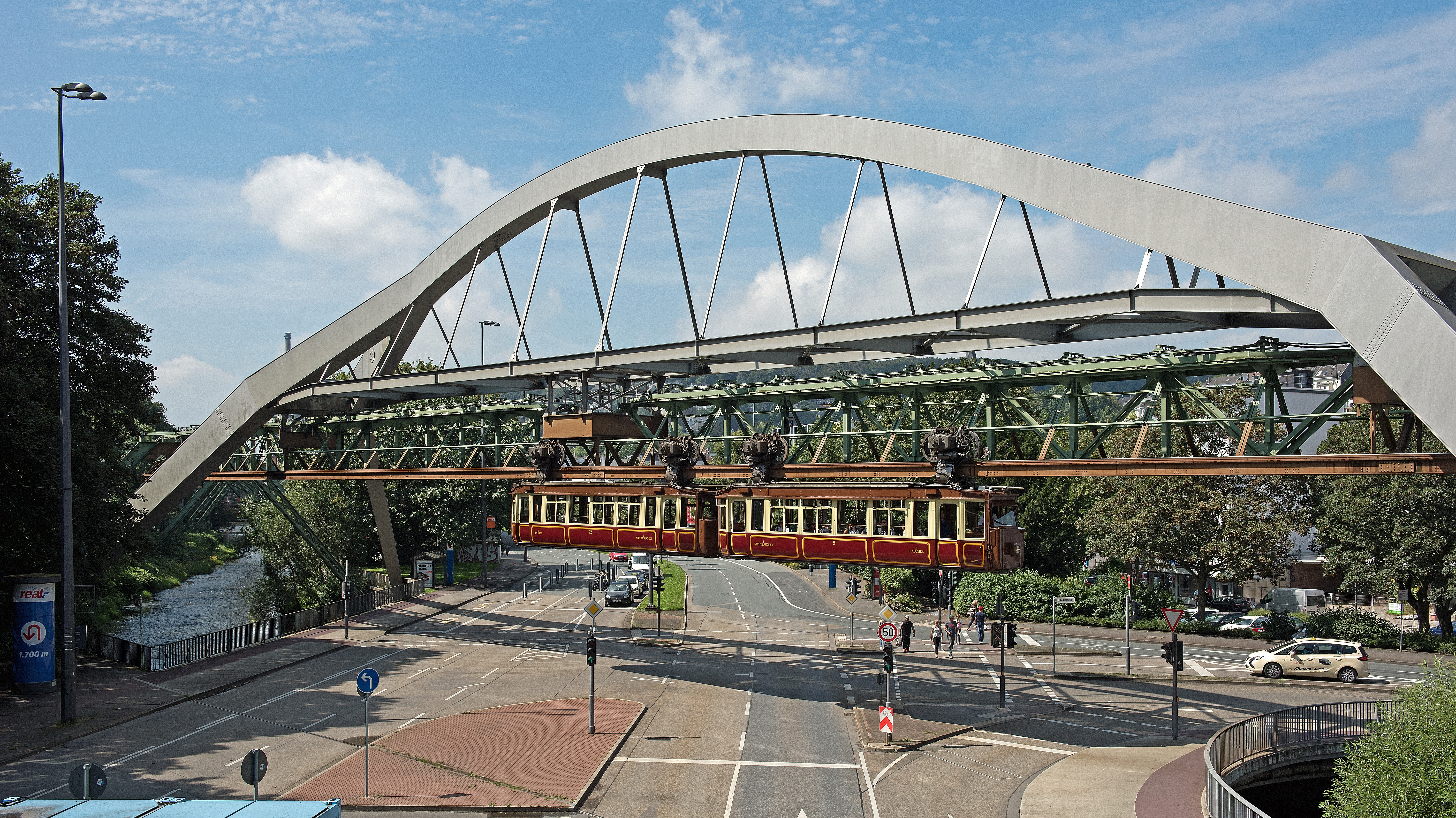
Türseite der Wagen 5 und 22 im Jahr 2016

Im Hinblick auf das 75-jährige Jubiläum der Schwebebahn wurde der letzte betriebsfähig erhaltenen Zug 5+22 generalüberholt und bis zum 12. Februar 1976 für den Einsatz im touristischen Sonderverkehr hergerichtet. Unter anderem erhöhte sich dabei die Zahl der Sitzplätze auf 26 im Vorderwagen und 35 im Hinterwagen, bei gleichzeitiger erneuter Reduzierung der Stehplätze. Seither finden mit ihm, parallel zum regulären Linienverkehr, regelmäßig Ausflugsfahrten bei Kaffee und Kuchen, zum Frühschoppen oder als abendliche Lichterfahrt statt. Er kann auch für Gesellschaften oder Hochzeitsfeiern gebucht werden. Als Teil des „Gesamtdenkmals Schwebebahn“ steht die Garnitur seit dem 26. Mai 1997 unter Denkmalschutz.
Zwei weitere Wagen der Baureihe 00 wurden verschenkt. Einer ging an die Partnerstadt Saint-Étienne, der andere kam auf Initiative des Fördervereins des Deutschen Technikmuseums Berlin in die Hauptstadt und steht im Depot Monumentenstraße.
Seit 2. September 2019 wird die Wuppertaler Schwebebahn mit dem Zugbeeinflussungssystem ETCS betrieben. In diesem Zusammenhang erhalten auch die Wagen 5 und 22 die Fahrzeugausrüstung des Herstellers Alstom Transport Deutschland, um weiterhin in Betrieb bleiben zu können.
Die Zusatzausbildung auf dem Kaiserwagen dauert für reguläre Schwebebahnfahrer zwei Tage. Sie muss regelmäßig aufgefrischt werden, wenn diese sechs Wochen lang nicht mit dem Zug gefahren sind. Weil der Wagen keine Totmanneinrichtung aufweist, muss zusätzlich ein Triebfahrzeugbegleiter anwesend sein.

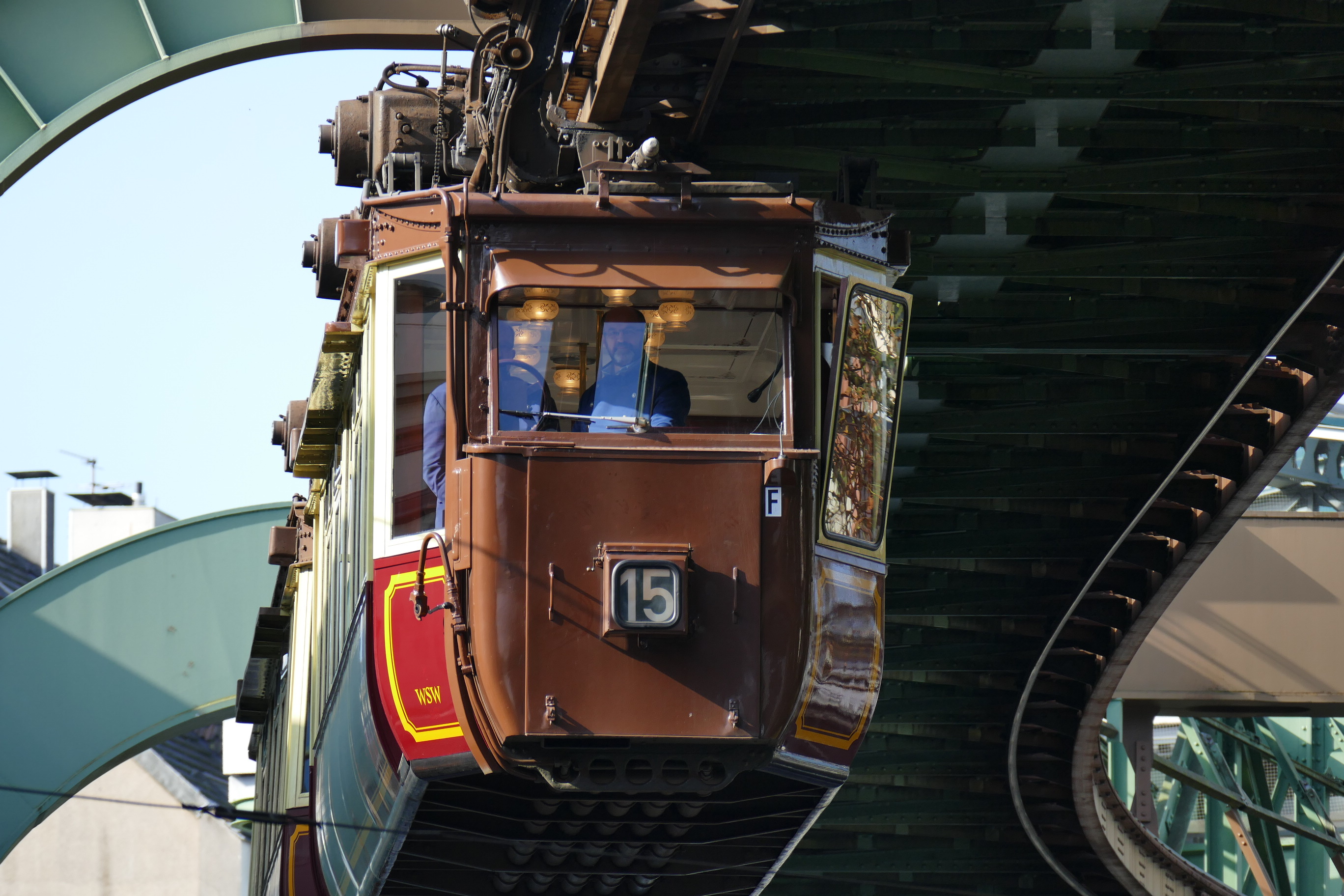
Frontalansicht
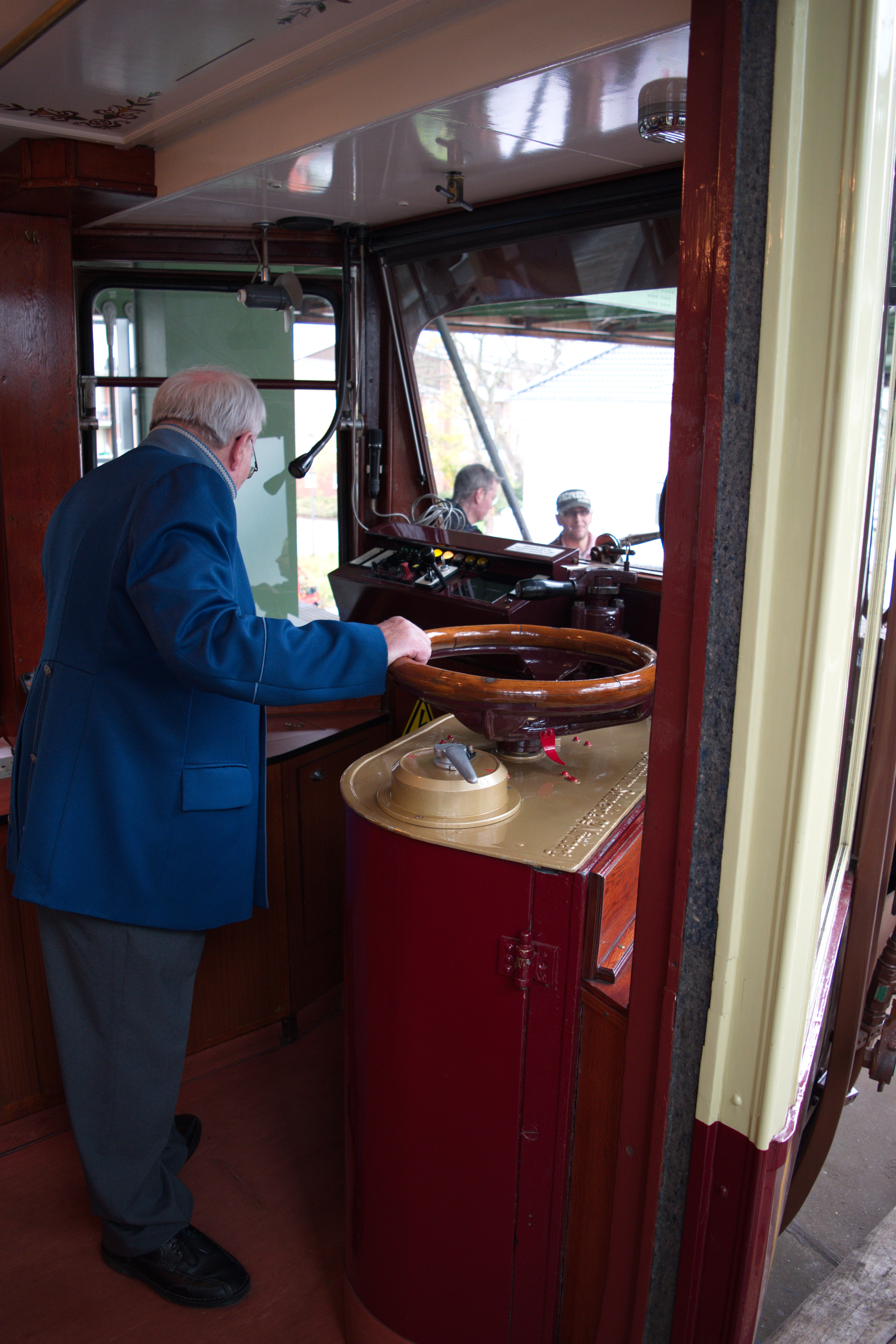
Führerstand mit Fahrschalter samt Handrad
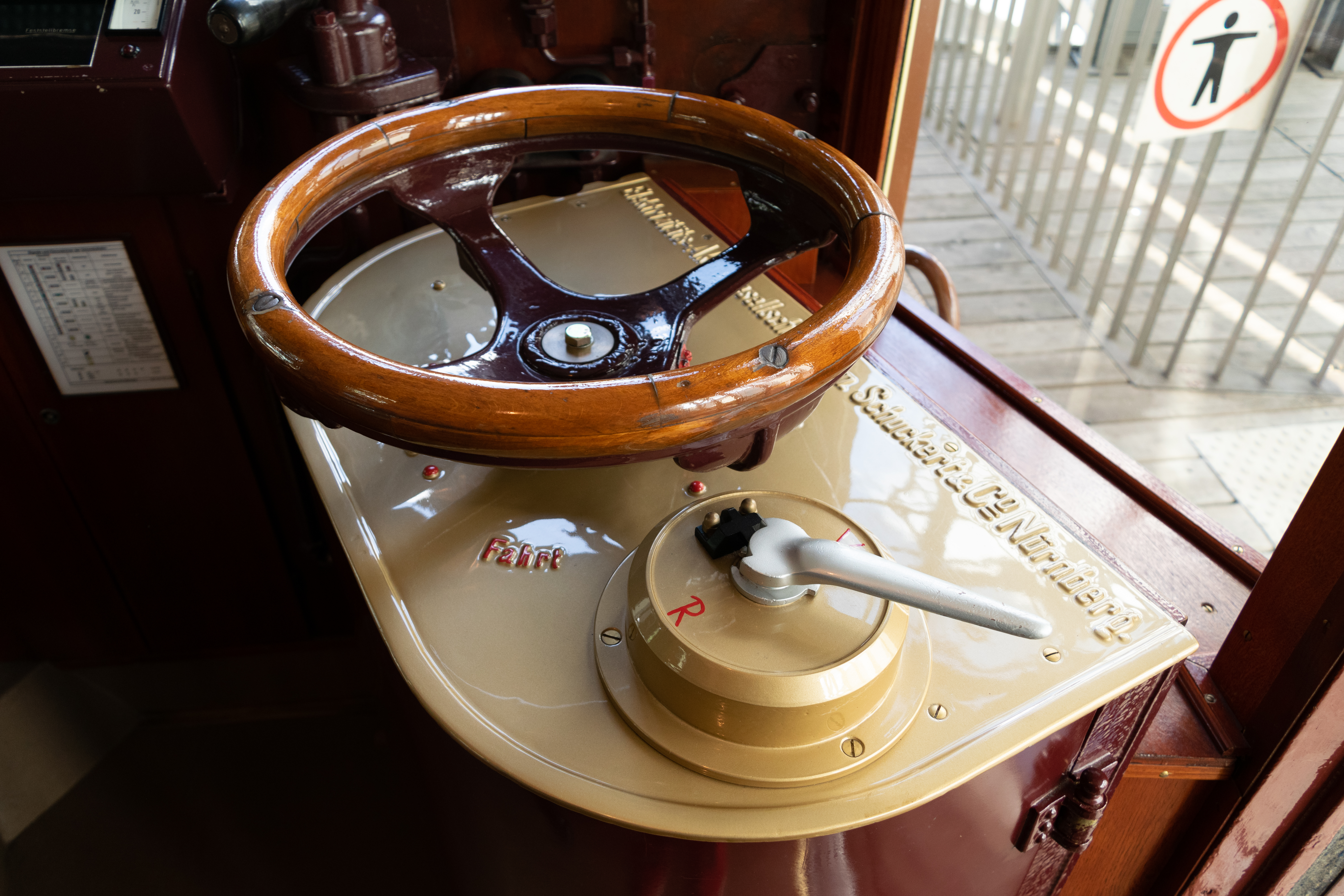
Detailansicht des Fahrschalters
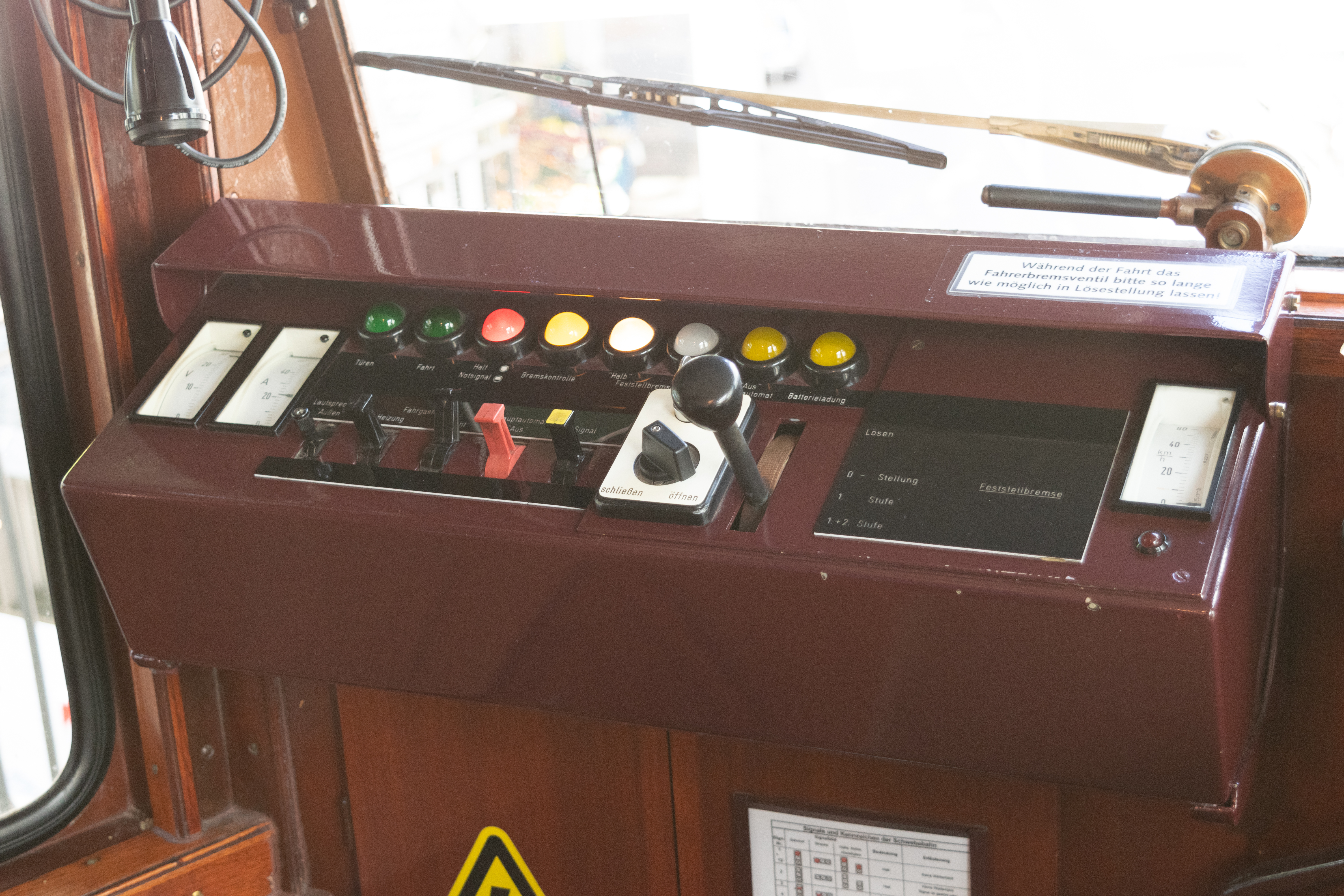
Fahrpult
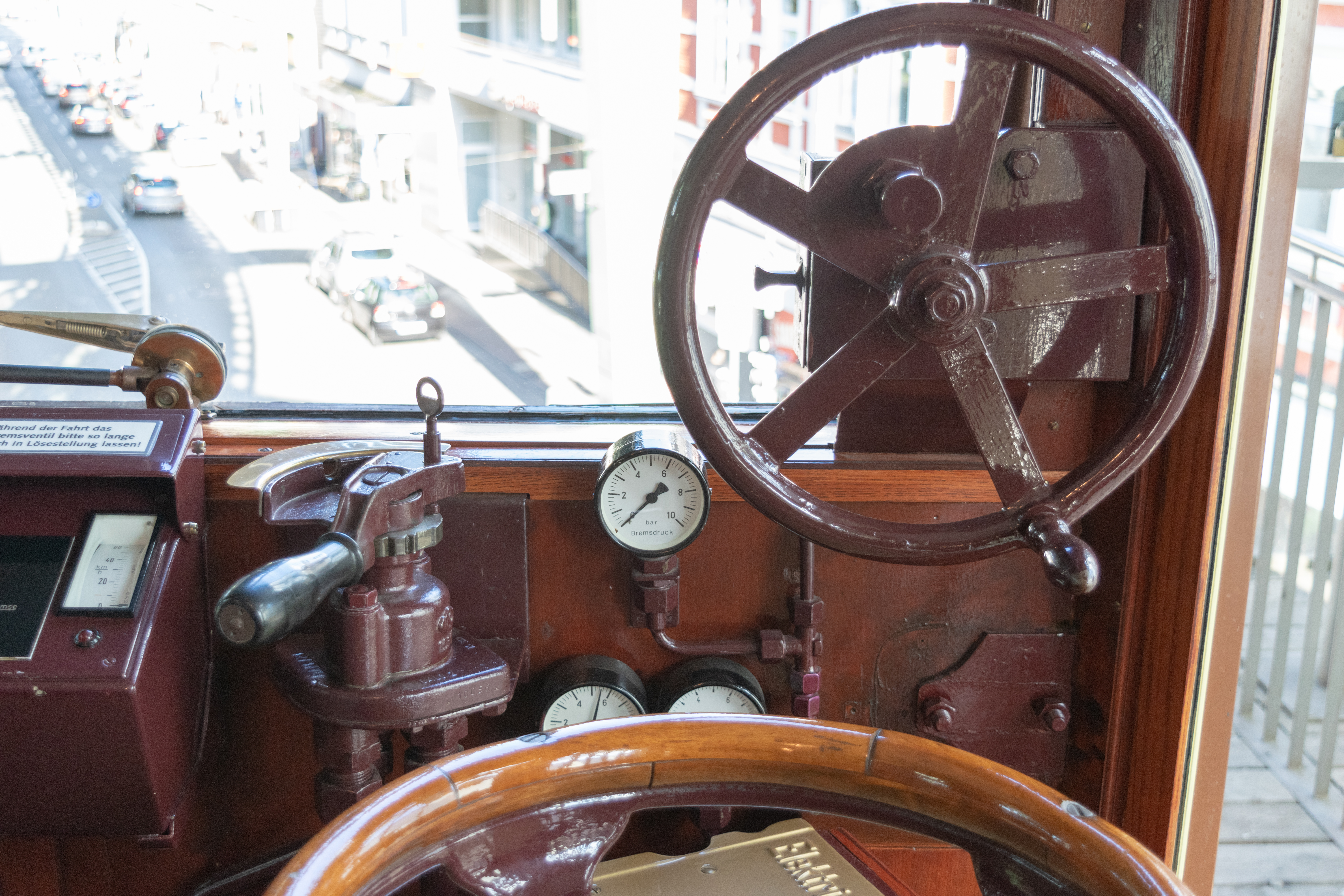
Handbremsrad
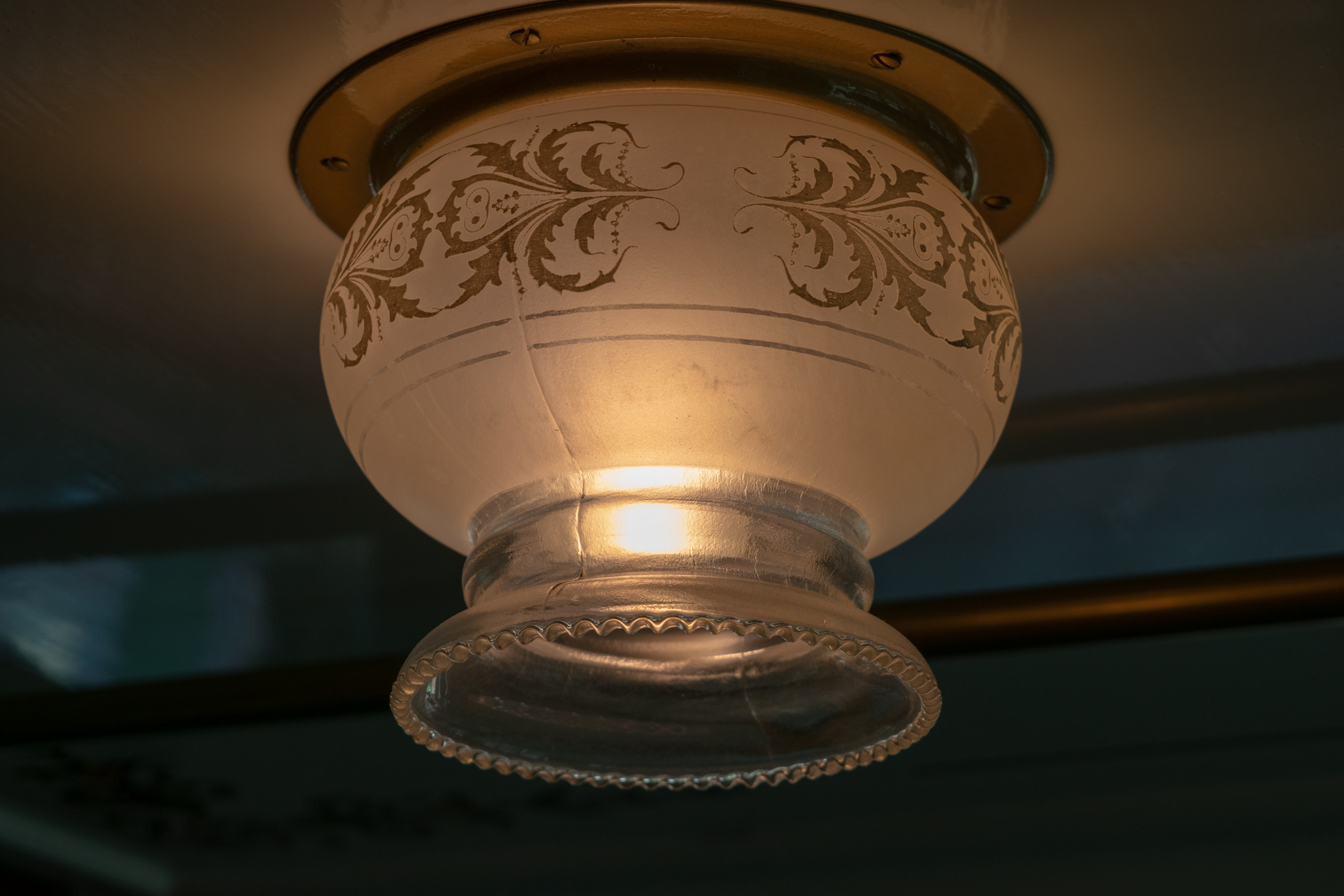
Beleuchtung

## Elektrische Ausrüstung
Die elektrische Ausrüstung in Form einer, auch bei damaligen Straßenbahnwagen üblichen, Reihen- und Parallelschaltung ermöglicht durch Ein- und Ausschalten von Widerständen eine vielfältige Abstufung. Bis 1962 hatten die Wagen dabei schwere Walzenfahrschalter, sogenannte „Regulierapparate“, mit 14 Fahr- und sieben Bremsstellungen. Aufgrund deren hohen Verschleißes wurden sie damals durch, von ausgemusterten Straßenbahnwagen gewonnene, Nockenfahrschalter des Typs NF 51 ersetzt. Fortan steuerten insgesamt 16 Schaltnocken die unterschiedlichen Geschwindigkeitsstufen. In diesem Zusammenhang entfiel auch das große Handrad zugunsten der kleineren Straßenbahn-Handkurbel.
Bei den Nebenwagen mit ihren einfachen Fahrschaltern war der Stromabnehmer-Gleitschuh nur bei Rangierfahrten in den Wagenhallen an die Stromschiene angelegt, im regulären Fahrgastbetrieb wurde der Nebenwagen hingegen vom Hauptwagen aus per Starkstromkabel versorgt.

## Bremsanlage
Die Wagen verfügen über eine mechanische und eine elektrische Bremse, wobei die Bremsbacken auf jedes Laufrad wirken. Bei ersterer, das heißt der gewöhnlichen Betriebsbremse, handelt es sich um eine Druckluftbremse nach dem System Westinghouse, die manuell vom Führerstand aus betätigt wird und einen maximalen Bremsdruck von 5,3 bar hat. Da die Fahrzeuge selbst keine Druckluft erzeugen können, müssen sie an den Endstellen mit Druckluft versorgt werden. Die elektrische Kurzschlussbremse setzt auf den Gefällstrecken ein, indem die Motoren vom äußeren Stromkreis abgeschaltet, als Dynamos geschaltet werden und auf Widerstände arbeitend Strom produzieren. Für Notbremsungen steht außerdem noch eine elektrische Rückstrombremse zur Verfügung, ferner eine Handbremse, die ebenfalls auf das Gestänge der Luftdruckbremse wirkt.

## Umbaureihe U41
Ab 1941 experimentierte man mit geräuschärmeren Wagen, durch Konzipierung und Herstellung neuer Laufwerke sollte der Schienenverkehrslärm drastisch gesenkt werden. Nachdem es zunächst Vorversuche mit den Nebenwagen 52 und 54 gegeben hatte, wurden die neuen Fahrgestelle 1942 endgültig beim Hauptwagen 14 und dem Nebenwagen 53 eingebaut. Dieses Gespann firmierte fortan als Umbaureihe U41. Die neuen Laufwerke waren vollständig geschweißt, zudem verfügte der Zug über einen Schneckenantrieb und eine hydraulische Bremse, so dass das Drucklufttanken an den Endstationen entfiel. Gleichzeitig erhielten die Wagen eine neuentwickelte Steuerung der Fahrmotoren, wobei ein kleiner Elektromotor das Schaltwerk mit zehn Reihen- und acht Parallelstufen ansteuerte. Der einfach gehaltene Fahrknopf war nur noch notwendig, um in niedergedrückter Stellung die notwendigen Schaltvorgänge selbsttätig vollziehen zu lassen. Weiterhin erhielt der Zug vier je 65 Kilowatt starke Motoren für eine mögliche elektrische Kurzschlussbremse und Stromrückgewinnung, die über die Planung jedoch nicht
hinauskam. Die beiden Fahrzeuge wurden am 20. beziehungsweise 25. Juni 1974 verkauft, der Verbleib des Wagens 14 ist nicht bekannt, Wagen 53 wurde 1992 verschrottet.

## Umbaureihe U70
Die Wagen 4 und 54 erhielten 1970 probehalber die Drehgestelle der Wagen 77 und 78 der Baureihe 50, die nach Entstehung des Gelenkwagens 102 im Jahr 1965 überflüssig waren, und firmierten fortan als Umbaureihe U70. Dies war der letzte Umbau vor dem Eintreffen der Baureihe 72, weitere Versuche konnten aufgrund der Bestellung der neuen Gelenkwagen unterbleiben. Der Zug 4-54 wird daher auch Das letzte Experiment genannt.